# 筧礼
筧 礼（かけひ れい、2009年9月7日）は、日本の子役、女優。太田プロダクション所属。

## 人物
特技は歌、日本舞踊、タップダンス、クラシックバレエ・ジャズダンス。
『天才てれびくんYOU』『天才てれびくんhello,』『天才てれびくん』に出演し、歴代で二人目、女子戦士としては初の「天才てれびくん3シリーズでてれび戦士として出演」という偉業を成し遂げた。
2024年3月、てれび戦士卒業と同時に劇団ひまわりを退所したことを自身のInstagramで発表した。
2024年5月1日より、太田プロダクション所属となったことを発表した。

## 出演

### 映画
- お元気ですか?（2016年） - 藤木未央 役
- ゆらり（2017年） - ゆかり 役[3]
- honey（2018年） - 小暮奈緒（幼少期）役
- 楽園（2019年） - 湯川紡（幼少期）役

### テレビドラマ
- 広域警察6（2015年6月27日、朝日放送・テレビ朝日） - 清水梓（5歳期）役
- 警視庁ゼロ係〜生活安全課なんでも相談室〜第4話（2016年2月5日、テレビ東京） - 駒田の娘 役
- 臨床犯罪学者 火村英生の推理 第9話（2016年3月13日、日本テレビ） - 風船を持った女児 役
- ウチの夫は仕事ができない（2017年7月8日 - 9月16日、日本テレビ） - 小林沙也加（幼少期） 役
- ブランケット・キャッツ　(2017年 - NHK)　- 樋口美雪(幼少) 役
- クズの本懐　(2017年 - フジテレビ)　- 鴎端のり子(モカ)幼少 役
- みかづき　(2018年 - NHK)　- 松本礼 役
- 真犯人（2018年、WOWOW)　- 杉山敦子 役
- 珈琲いかがでしょう 第5話2杯目（2021年5月3日、テレビ東京） - 乙川ひとみ 役
- ホットスポット 第2話（2025年1月19日、日本テレビ） - 日比野美波（27年前） 役[4]

### バラエティ番組
- オモクリ監督 (2015年、フジテレビ)　ピース又吉監督ショートムービー　人質役
- 天才てれびくんYOU（2019年4月 - 2020年3月、NHK Eテレ）
- 天才てれびくんhello,（2020年4月 - 2023年3月、NHK Eテレ）
- 天才てれびくん（2023年4月 - 2024年3月、NHK Eテレ）
- 超無敵クラス（2024年5月26日 - 、日本テレビ）
- 偉人の年収How much?夏休み お札になった偉人スペシャル　(2024年8月19日、日本テレビ)

### CM・広告
- カンロ 「カンロ飴」60周年記念広告　グラフィック広告　カンロちゃん役 (2015年)
- タカラトミー ディズニープリンセス ドレス (2015年)
- タカラトミー プリンセス クッキングドレスドール/ショコラ&グミ スイーツジュエリー (2015年)
- セブン-イレブン「近くて便利～調理パン感想篇」(2016年)
- Y!モバイル 「ピコ太郎篇」PPAPダンス (2016年)
- オーガビッツWEBドラマ 「花と温かな糸」主演 花役 (2017年)
- セブンイレブン 「冷たい麺篇」(2018年)
- スシロー 「ウニ100円祭篇」(2018年)

### MV
- Aimer「STAND-ALONE」
- 上白石萌音「一縷」(映画『楽園』コラボMV)

### 舞台
- 田村孝裕 演出「土佐堀川」亀子 役 / 園子 役(交互2役)
- 白井晃 演出「バリーターク」(佐野仁香とのダブルキャスト)

Voice
• シカゴ•メッド　吹替　モリー役